# Exilé (film)
Pour les articles homonymes, voir Exil (homonymie).
Pour plus de détails, voir Fiche technique et Distribution.
Exilé (en chinois : 放·逐, Fong juk) est un film hongkongais réalisé par Johnnie To, sorti en 2006.

## Synopsis
Wo, un tueur à gages des Triades chinoises décide de tout quitter pour s’installer à Macao avec sa compagne enceinte. Quelque temps plus tard, deux de ses anciens « collègues de travail » le retrouvent, avec pour mission de l’exécuter. Mais deux autres membres de l’organisation débarquent également, avec des motifs troubles. Les deux premiers se posent alors des questions sur la tâche qu’ils doivent accomplir. Car par le passé, les cinq hommes étaient amis, et ont effectué une mission dangereuse qui a laissé des traces...

## Fiche technique
- Titre : Exilé
- Titre original : 放·逐, Fong juk
- Réalisation : Johnnie To
- Scénario : Szeto Kam-yuen et Yip Tin-shing
- Musique : Dave Klotz, Guy Zerafa
- Pays d'origine :  Hong Kong
- Format : couleurs - 2,35:1 - Dolby Digital
- Genre : Action, film de gangsters et thriller
- Durée : 110 minutes
- Date de sortie : 2006

## Distribution
- Anthony Wong : Blaze
- Francis Ng : Tai
- Nick Cheung : Wo
- Roy Cheung : Le Chat
- Lam Suet : Le Gros
- Hui Shiu-hung : Sergent Shan
- Simon Yam : Boss Fay
- Josie Ho : Jin
- Gordon Lam : Boss Keung

## Autour du film
Exilé semble être une variation d'un précédent film de Johnnie To, The Mission. Malgré le changement des noms, certains acteurs comme Anthony Wong, Simon Yam et Francis Ng reviennent dans des rôles similaires : ils incarnent des gangsters taciturnes de la même organisation et entretiennent apparemment les mêmes relations professionnelles ou privées d'un film à l'autre. On retrouve également certains motifs comme l'amitié, la loyauté et le devoir ; et le rythme des deux métrages alterne moments de silence et de tension à des fusillades plus nerveuses, non sans quelques traits d'humour.